# Giuseppe Gibelli
Giuseppe Gibelli (Santa Cristina e Bissone, 9 febbraio 1831 – Torino, 16 settembre 1898) è stato un medico e botanico italiano.
Il suo nome è particolarmente legato alla scoperta della associazione simbiotica tra un fungo e l'apparato radicale di una pianta superiore, oltre ai contributi che diede agli studi sulla patologia e la nutrizione delle piante.

## Biografia
Nacque da Siro e da Giuseppina Carnovali. Frequentò l'Università di Pavia laureandosi nel 1854 con una tesi sulla Scienza Medica. L'anno seguente si sposò con Costanza Solera Mantegazza, figlia della patriota e filantropa Laura Solera Mantegazza; dalla loro unione nacquero i figli Raffaello e Camillo.
 Per alcuni anni il Gibelli esercitò la professione di medico a Inverigo poi si decise a seguire la sua vera vocazione dedicandosi alla ricerca botanica. Nel 1861 fu nominato assistente all'Orto botanico di Pavia, all'interno del quale nel 1871, divenne assistente del Laboratorio di botanica crittogamica fondato da Sante Garavaglio (1805–1882) dove rimase fino al 1874 quando fu chiamato a dirigere la Stazione agraria sperimentale presso l'Università di Modena. In quest'ultima nel 1879 successe ad Antonio Bertoloni sulla cattedra di botanica che tenne fino al 1883 quando fu nominato direttore dell'Orto botanico di Torino che rinnovò facendo edificare nuovi laboratori e arricchendone l'erbario mediante l'acquisizione di varie collezioni private, oltre alla sua propria, che egli donò il 9 novembre 1894, ricca di 6000 specie con circa 20.000 esemplari.

### Attività di ricerca
Giuseppe Gibelli aveva iniziato la sua attività di ricerca come lichenologo a Pavia, sotto la guida di Sante Garavaglio, e si era specializzato nella sperimentazione seguendo gli studi allora recenti della scuola tedesca di Simon Schwendener e Anton de Bary che aveva conosciuto personalmente durante uno dei suoi viaggi all'estero e con i quali aveva avuto alcuni scambi di materiali scientifici.

Il Gibelli aveva iniziato la pubblicazione delle sue osservazioni sui licheni con un primo studio "Sugli organi riproduttori del genere Verrucaria"..

Procedette poi nell'esame della struttura dei licheni analizzando, col Garavaglio, vari generi e specie, e identificando le zoospore che si formano dentro i "gonidi" della "Parmelia Subfusca". Pur non avendo colto in ciò la simbiosi, il Gibelli, aveva purtuttavia intuito la sostanziale associazione del micelio con i "gonidi" nelle alghe. Questi suoi studi erano stati condotti in un'epoca in cui negli istituti botanici si stava lentamente diffondendo l'uso del microscopio a lenti acromatiche introdotto da Giovan Battista Amici. I suoi studi contribuirono a far avanzare le ricerche sui licheni ed anche sull'anatomia della "Trapa natans" nonché a identificare i trifogli italiani. 
 Sotto l'aspetto analitico - sistematico egli compì erborizzazioni decennali che ebbero come frutto due opere di classificazione della materia; una di interesse locale, in collaborazione con Pietro Romualdo Pirotta: "Flora del Reggiano" , l'altra in collaborazione con Vincenzo Cesati e Giovanni Passerini: "Compendio della Flora Italiana"
 Come patologo iniziò nel 1875, su incarico del ministero dell'Agricoltura, a studiare il "mal dell'inchiostro", che imperversava in varie regioni italiane. Facendo comparazioni tra piante malate e piante sane, riuscì a definire importanti elementi analitici sui possibili agenti patogeni, quali le condizioni particolari del suolo e i parassiti animali e vegetali, pur senza arrivare a determinare quello reale, che fu individuato successivamente da Lionello Petri nella "Blepharospora cambivora".

Contribuì individuare le cause dell'infezioni del gelso, scoprendo la vera struttura e natura del cosiddetto "Protomyces violaceus", che sino allora era ritenuto un fungo delle sole radici di quella pianta e causa del cosiddetto "mal del falchetto", che dimostrò essere invece una fisiologica formazione di marciume delle radici.

Nel campo della nutrizione delle piante il suo nome è legato alla scoperta, riconosciuta quale prima apparizione di nuovi concetti e descrizione di un nuovo fenomeno quale il costituirsi della Rete micorrizica. Tuttavia, la convivenza tra ife di funghi e radici, per la prima volta osservata e descritta dal Gibelli, fu da lui definita come «...indigenato tollerato e tollerabile sulle radici del castagno sano...» 
 In sostanza, il Gibelli, analizzando le radici dei castagni per cercare l'origine della loro malattia, aveva osservato come i peli radicali delle piante infette fossero avvolti da "cuffie" di delicate ife fungine. Successivamente constatò che lo stesso fenomeno si verificava anche sulle radici dei castagni non colpiti dalla malattia. Giunse infine a scoprire che sulle radici di quasi tutte le piante cupulifere (castagni, faggi, querce) era costante diffusione di formazioni di micelio fungino, quelle che più tardi saranno definite micorrize dal botanico tedesco Albert Bernhard Frank che sviluppò ulteriormente gli studi su queste simbiosi.

Giuseppe Gibelli morì a Torino il 16 settembre 1898.

## Scritti
L'elenco completo dei suoi scritti, quarantasei in totale, si trova nel volumetto: “Oreste Mattirolo, Giuseppe Gibelli - commemorazione -Clausen Editore, Torino 1899”. Trattasi di una edizione a stampa della prolusione, in commemorazione di Giuseppe Gibelli, letta da Oreste Mattirolo il 12 marzo 1899 alla "Classe di Scienze fisiche, matematiche e naturali della Accademia Reale delle Scienze di Torino".

## Riconoscimenti
Vari botanici gli hanno dedicato generi: Gibellia, (Pietro Andrea Saccardo); Gibellina, (Giovanni Passerini); Gibellula, (Fridiano Cavara) e specie: Verrucaria Gibelliana, (Sante Garavaglio); Melanomna Gibellianum, (Pietro Andrea Saccardo); Lectosphaeria Gibelliana, (Pietro Romualdo Pirotta); Melanospora Gibelliana, (Oreste Mattirolo); Gleosporium Gibellianum, (Fridiano Cavara); Euphorbia gibelliana, (Paolo Peola); Hieracium Gibellianum, (Saverio Belli e Casimir Arvet-Touvet).

### Annotazioni
1. ↑  Vedi: "Memorie della Società italiana di Scienze Naturali", I°, [1865] pp. 10-35.
2. ↑  Vedi: "Ricerche sulla genesi delle zoospore dei gonidi di licheni", Firenze 1876
3. ↑  In Atti della Società dei naturalisti di Modena, S. 3, I° [1882], pp. 1-196
4. ↑  Voll: I - II, Milano, 1867-1886
5. ↑  (Vedi: Nuovi studi sulla malattia del castagno, detta dell'inchiostro, Bologna 1882, p. 39

### Fonti
1. 1 2 3 4 5 6 7 8 9 10 11 12 13   Massimo Rossi, Giuseppe Gibelli, in Dizionario biografico degli italiani, vol. 54, Roma, Istituto dell'Enciclopedia Italiana, 2000. URL consultato il 14/2/2024.